# Giro de Italia 2004
La 87.ª edición del Giro de Italia se celebró en 2004 y dejó como vencedor a Damiano Cunego. Se disputó del 8 al 30 de mayo, con un total de 3435 km. Las etapas 14 y 15 pasaron por Croacia y Eslovenia. Alessandro Petacchi fue el líder de la "maglia ciclamino" y el que más etapas ganó, con un total de nueve.

## Equipos participantes
| Grupos deportivos I (13)- Saeco - Alessio-Bianchi - Chocolade Jacques-Wincor Nixdorf - De Nardi - Fassa Bortolo - Fdjeux.com - Gerolsteiner - Lampre - Landbouwkrediet-Colnago - Lotto-Domo - Phonak Hearing Systems - Saunier Duval-Prodir - Vini Caldirola-Nobili Rubinetterie Grupos deportivos II (6)- Acqua & Sapone - Panaria-Margres - Colombia-Selle Italia - Domina Vacanze - Formaggi Pinzolo Fiavè - Tenax |
| |

## Etapas
| Etapa      | Fecha     | Recorrido                                   | type                    | Distancia (km) | Ganador             | Líder             |
| ---------- | --------- | ------------------------------------------- | ----------------------- | -------------- | ------------------- | ----------------- |
| Prólogo    | 8 de may  | Génova – Génova                             | prólogo                 | 6,9            | Bradley McGee       | Bradley McGee     |
| 1.ª etapa  | 9 de may  | Génova – Alba                               | etapa llana             | 143            | Alessandro Petacchi | Olaf Pollack      |
| 2.ª etapa  | 10 de may | Novi Ligure – Pontremoli                    | etapa de media montaña  | 184            | Damiano Cunego      | Bradley McGee     |
| 3.ª etapa  | 11 de may | Pontremoli – Corno alle Scale               | etapa de montaña        | 191            | Gilberto Simoni     | Gilberto Simoni   |
| 4.ª etapa  | 12 de may | Porretta Terme – Civitella in Val di Chiana | etapa escarpada         | 184            | Alessandro Petacchi | Gilberto Simoni   |
| 5.ª etapa  | 13 de may | Civitella in Val di Chiana – Spoleto        | etapa llana             | 177            | Robbie McEwen       | Gilberto Simoni   |
| 6.ª etapa  | 14 de may | Spoleto – Valmontone                        | etapa escarpada         | 164            | Alessandro Petacchi | Gilberto Simoni   |
| 7.ª etapa  | 15 de may | Frosinone – Montevergine                    | etapa de montaña        | 214            | Damiano Cunego      | Damiano Cunego    |
| 8.ª etapa  | 16 de may | Giffoni Valle Piana – Policoro              | etapa escarpada         | 214            | Alessandro Petacchi | Damiano Cunego    |
| 9.ª etapa  | 17 de may | Policoro – Carovigno                        | etapa escarpada         | 142            | Fred Rodríguez      | Damiano Cunego    |
| 10.ª etapa | 18 de may | Porto Sant'Elpidio – Ascoli Piceno          | etapa escarpada         | 146            | Alessandro Petacchi | Damiano Cunego    |
| 11.ª etapa | 19 de may | Porto Sant'Elpidio – Cesena                 | etapa de montaña        | 228            | Emanuele Sella      | Damiano Cunego    |
|            | 20 de may | Día de descanso                             | Día de descanso         |                |                     |                   |
| 12.ª etapa | 21 de may | Cesena – Trieste                            | etapa llana             | 178            | Alessandro Petacchi | Damiano Cunego    |
| 13.ª etapa | 22 de may | Trieste – Trieste                           | contrarreloj individual | 52             | Serhi Honchar       | Yaroslav Popovych |
| 14.ª etapa | 23 de may | Trieste – Pula                              | etapa escarpada         | 175            | Alessandro Petacchi | Yaroslav Popovych |
| 15.ª etapa | 24 de may | Poreč – San Vendemiano                      | etapa llana             | 234            | Alessandro Petacchi | Yaroslav Popovych |
| 16.ª etapa | 25 de may | San Vendemiano – Falzes                     | etapa de montaña        | 217            | Damiano Cunego      | Damiano Cunego    |
|            | 26 de may | Día de descanso                             | Día de descanso         |                |                     |                   |
| 17.ª etapa | 27 de may | Brunico – Fondo                             | etapa de media montaña  | 153            | Pável Tonkov        | Damiano Cunego    |
| 18.ª etapa | 28 de may | Cles – Bormio                               | etapa de montaña        | 118            | Damiano Cunego      | Damiano Cunego    |
| 19.ª etapa | 29 de may | Bormio – Presolana                          | etapa de montaña        | 122            | Stefano Garzelli    | Damiano Cunego    |
| 20.ª etapa | 30 de may | Clusone – Milán                             | etapa llana             | 149            | Alessandro Petacchi | Damiano Cunego    |

## Clasificaciones

### Clasificación general(Maglia Rosa)
| \| Clasificación general \| Clasificación general \| Clasificación general \| Clasificación general \| Clasificación general \| \| Ciclista \| Ciclista \| Equipo \| Tiempo \| \| \| --------------------- \| --------------------- \| ---------------------------------- \| --------------------- \| --------------------- \| \| 1.º \| Damiano Cunego \| Saeco \| 88 h 40 min 43 s \| \| \| 2.º \| Serhi Honchar \| De Nardi-Piemme Telekom \| + 2 min 02 s \| \| \| 3.º \| Gilberto Simoni \| Saeco \| + 2 min 05 s \| \| \| 4.º \| Darío Cioni \| Fassa Bortolo \| + 4 min 36 s \| \| \| 5.º \| Yaroslav Popovych \| Landbouwkrediet-Colnago \| + 5 min 05 s \| \| \| 6.º \| Stefano Garzelli \| Vini Caldirola-Nobili Rubinetterie \| + 5 min 31 s \| \| \| 7.º \| Wladimir Belli \| Lampre \| + 6 min 12 s \| \| \| 8.º \| Bradley McGee \| Fdjeux.com \| + 6 min 15 s \| \| \| 9.º \| Tadej Valjavec \| Phonak Hearing Systems \| + 6 min 34 s \| \| \| 10.º \| Juanma Gárate \| Lampre \| + 7 min 47 s \| \| \| 11.º \| Franco Pellizotti \| Alessio-Bianchi \| + 9 min 45 s \| \| \| 12.º \| Emanuele Sella \| Ceramica Panaria-Margres \| + 10 min 26 s \| \| \| 13.º \| Pável Tonkov \| Vini Caldirola-Nobili Rubinetterie \| + 10 min 43 s \| \| \| 14.º \| Christophe Brandt \| Lotto-Domo \| + 10 min 50 s \| \| \| 15.º \| Luis Felipe Laverde \| Formaggi Pinzolo Fiavè \| + 13 min 43 s \| \| \| 16.º \| Rubén Lobato \| Saunier Duval-Prodir \| + 21 min 11 s \| \| \| 17.º \| Andrea Noè \| Alessio-Bianchi \| + 22 min 33 s \| \| \| 18.º \| David Cañada \| Saunier Duval-Prodir \| + 22 min 52 s \| \| \| 19.º \| Steve Zampieri \| Vini Caldirola-Nobili Rubinetterie \| + 25 min 53 s \| \| \| 20.º \| Giuseppe Di Grande \| Formaggi Pinzolo Fiavè \| + 26 min 05 s \| \| \| 21.º \| Eddy Mazzoleni \| Saeco \| + 27 min 44 s \| \| \| 22.º \| Patxi Vila \| Lampre \| + 30 min 50 s \| \| \| 23.º \| Ruggero Marzoli \| Acqua & Sapone - Caffè Mokambo \| + 31 min 41 s \| \| \| 24.º \| Vladimir Miholjević \| Alessio-Bianchi \| + 32 min 06 s \| \| \| 25.º \| Cristian Moreni \| Alessio-Bianchi \| + 35 min 24 s \| \| |                     |                                    |                  |
| |                     |                                    |                  |
| |                     |                                    |                  |
| Clasificación general |                     |                                    |                  |
| Ciclista | Ciclista            | Equipo                             | Tiempo           |
| 1.º | Damiano Cunego      | Saeco                              | 88 h 40 min 43 s |
| 2.º | Serhi Honchar       | De Nardi-Piemme Telekom            | + 2 min 02 s     |
| 3.º | Gilberto Simoni     | Saeco                              | + 2 min 05 s     |
| 4.º | Darío Cioni         | Fassa Bortolo                      | + 4 min 36 s     |
| 5.º | Yaroslav Popovych   | Landbouwkrediet-Colnago            | + 5 min 05 s     |
| 6.º | Stefano Garzelli    | Vini Caldirola-Nobili Rubinetterie | + 5 min 31 s     |
| 7.º | Wladimir Belli      | Lampre                             | + 6 min 12 s     |
| 8.º | Bradley McGee       | Fdjeux.com                         | + 6 min 15 s     |
| 9.º | Tadej Valjavec      | Phonak Hearing Systems             | + 6 min 34 s     |
| 10.º | Juanma Gárate       | Lampre                             | + 7 min 47 s     |
| 11.º | Franco Pellizotti   | Alessio-Bianchi                    | + 9 min 45 s     |
| 12.º | Emanuele Sella      | Ceramica Panaria-Margres           | + 10 min 26 s    |
| 13.º | Pável Tonkov        | Vini Caldirola-Nobili Rubinetterie | + 10 min 43 s    |
| 14.º | Christophe Brandt   | Lotto-Domo                         | + 10 min 50 s    |
| 15.º | Luis Felipe Laverde | Formaggi Pinzolo Fiavè             | + 13 min 43 s    |
| 16.º | Rubén Lobato        | Saunier Duval-Prodir               | + 21 min 11 s    |
| 17.º | Andrea Noè          | Alessio-Bianchi                    | + 22 min 33 s    |
| 18.º | David Cañada        | Saunier Duval-Prodir               | + 22 min 52 s    |
| 19.º | Steve Zampieri      | Vini Caldirola-Nobili Rubinetterie | + 25 min 53 s    |
| 20.º | Giuseppe Di Grande  | Formaggi Pinzolo Fiavè             | + 26 min 05 s    |
| 21.º | Eddy Mazzoleni      | Saeco                              | + 27 min 44 s    |
| 22.º | Patxi Vila          | Lampre                             | + 30 min 50 s    |
| 23.º | Ruggero Marzoli     | Acqua & Sapone - Caffè Mokambo     | + 31 min 41 s    |
| 24.º | Vladimir Miholjević | Alessio-Bianchi                    | + 32 min 06 s    |
| 25.º | Cristian Moreni     | Alessio-Bianchi                    | + 35 min 24 s    |

### Clasificación por puntos(Maglia Ciclamino)
| Clasificación por puntos | Clasificación por puntos | Clasificación por puntos           | Clasificación por puntos | Clasificación por puntos |
| Ciclista                 | Ciclista                 | Equipo                             | Puntos                   |                          |
| ------------------------ | ------------------------ | ---------------------------------- | ------------------------ | ------------------------ |
| 1.º                      | Alessandro Petacchi      | Fassa Bortolo                      | 250 pts                  |                          |
| 2.º                      | Damiano Cunego           | Saeco                              | 153 pts                  |                          |
| 3.º                      | Olaf Pollack             | Gerolsteiner                       | 148 pts                  |                          |
| 4.º                      | Alexandr Usov            | Phonak Hearing Systems             | 111 pts                  |                          |
| 5.º                      | Marco Zanotti            | Vini Caldirola-Nobili Rubinetterie | 102 pts                  |                          |
| 6.º                      | Fred Rodríguez           | Acqua & Sapone - Caffè Mokambo     | 96 pts                   |                          |
| 7.º                      | Bradley McGee            | Fdjeux.com                         | 88 pts                   |                          |
| 8.º                      | Gilberto Simoni          | Saeco                              | 78 pts                   |                          |
| 9.º                      | Stefano Garzelli         | Vini Caldirola-Nobili Rubinetterie | 76 pts                   |                          |
| 10.º                     | Serhi Honchar            | De Nardi-Piemme Telekom            | 73 pts                   |                          |

### Clasificación de la montaña(Maglia Verde)
| Clasificación de la montaña | Clasificación de la montaña | Clasificación de la montaña        | Clasificación de la montaña | Clasificación de la montaña |
| Ciclista                    | Ciclista                    | Equipo                             | Puntos                      |                             |
| --------------------------- | --------------------------- | ---------------------------------- | --------------------------- | --------------------------- |
| 1.º                         | Fabian Wegmann              | Gerolsteiner                       | 56 pts                      |                             |
| 2.º                         | Damiano Cunego              | Saeco                              | 54 pts                      |                             |
| 3.º                         | Gilberto Simoni             | Saeco                              | 36 pts                      |                             |
| 4.º                         | Stefano Garzelli            | Vini Caldirola-Nobili Rubinetterie | 33 pts                      |                             |
| 5.º                         | Alexandre Moos              | Phonak Hearing Systems             | 27 pts                      |                             |
| 6.º                         | Vladimir Miholjević         | Alessio-Bianchi                    | 20 pts                      |                             |
| 7.º                         | Raffaele Illiano            | Colombia-Selle Italia              | 16 pts                      |                             |
| 8.º                         | Niki Aebersold              | Phonak Hearing Systems             | 15 pts                      |                             |
| 9.º                         | Luis Felipe Laverde         | Formaggi Pinzolo Fiavè             | 14 pts                      |                             |
| 10.º                        | Bradley McGee               | Fdjeux.com                         | 13 pts                      |                             |

### Clasificación por equipos
| Clasificación por equipos | Clasificación por equipos          | Clasificación por equipos | Clasificación por equipos |
| Equipo                    | Equipo                             | Tiempo                    |                           |
| ------------------------- | ---------------------------------- | ------------------------- | ------------------------- |
| 1.º                       | Saeco                              | 265 h 52 min 05 s         |                           |
| 2.º                       | Vini Caldirola-Nobili Rubinetterie | + 19 min 15 s             |                           |
| 3.º                       | Lampre                             | + 26 min 12 s             |                           |
| 4.º                       | Alessio-Bianchi                    | + 29 min 13 s             |                           |
| 5.º                       | Saunier Duval-Prodir               | + 39 min 21 s             |                           |
| 6.º                       | Ceramica Panaria-Margres           | + 43 min 02 s             |                           |
| 7.º                       | Acqua & Sapone - Caffè Mokambo     | + 57 min 54 s             |                           |
| 8.º                       | Phonak Hearing Systems             | + 1 h 03 min 04 s         |                           |
| 9.º                       | De Nardi-Piemme Telekom            | + 1 h 20 min 18 s         |                           |
| 10.º                      | Formaggi Pinzolo Fiavè             | + 2 h 04 min 05 s         |                           |

## Evolución de las clasificaciones
| Etapa                   |                         | Ganador _           | Clasificación general | Puntos              | Montaña         | Equipo _        |
| ----------------------- | ----------------------- | ------------------- | --------------------- | ------------------- | --------------- | --------------- |
| Prólogo                 | prólogo                 | Bradley McGee       | Bradley McGee         | no otorgado         | no otorgado     | no otorgado     |
| 1.ª etapa               | etapa llana             | Alessandro Petacchi | Olaf Pollack          | Alessandro Petacchi | Fabian Wegmann  | Lampre          |
| 2.ª etapa               | etapa de media montaña  | Damiano Cunego      | Bradley McGee         | Damiano Cunego      | Alexandre Moos  | Lampre          |
| 3.ª etapa               | etapa de montaña        | Gilberto Simoni     | Gilberto Simoni       | Damiano Cunego      | Gilberto Simoni | Saeco           |
| 4.ª etapa               | etapa escarpada         | Alessandro Petacchi | Gilberto Simoni       | Alessandro Petacchi | Gilberto Simoni | Saeco           |
| 5.ª etapa               | etapa llana             | Robbie McEwen       | Gilberto Simoni       | Robbie McEwen       | Gilberto Simoni | Saeco           |
| 6.ª etapa               | etapa escarpada         | Alessandro Petacchi | Gilberto Simoni       | Alessandro Petacchi | Fabian Wegmann  | Saeco           |
| 7.ª etapa               | etapa de montaña        | Damiano Cunego      | Damiano Cunego        | Alessandro Petacchi | Damiano Cunego  | Saeco           |
| 8.ª etapa               | etapa escarpada         | Alessandro Petacchi | Damiano Cunego        | Alessandro Petacchi | Damiano Cunego  | Saeco           |
| 9.ª etapa               | etapa escarpada         | Fred Rodríguez      | Damiano Cunego        | Alessandro Petacchi | Damiano Cunego  | Saeco           |
| 10.ª etapa              | etapa escarpada         | Alessandro Petacchi | Damiano Cunego        | Alessandro Petacchi | Damiano Cunego  | Saeco           |
| 11.ª etapa              | etapa de montaña        | Emanuele Sella      | Damiano Cunego        | Alessandro Petacchi | Fabian Wegmann  | Saeco           |
| 12.ª etapa              | etapa llana             | Alessandro Petacchi | Damiano Cunego        | Alessandro Petacchi | Fabian Wegmann  | Saeco           |
| 13.ª etapa              | contrarreloj individual | Serhi Honchar       | Yaroslav Popovych     | Alessandro Petacchi | Fabian Wegmann  | Saeco           |
| 14.ª etapa              | etapa escarpada         | Alessandro Petacchi | Yaroslav Popovych     | Alessandro Petacchi | Fabian Wegmann  | Alessio-Bianchi |
| 15.ª etapa              | etapa llana             | Alessandro Petacchi | Yaroslav Popovych     | Alessandro Petacchi | Fabian Wegmann  | Saeco           |
| 16.ª etapa              | etapa de montaña        | Damiano Cunego      | Damiano Cunego        | Alessandro Petacchi | Fabian Wegmann  | Saeco           |
| 17.ª etapa              | etapa de media montaña  | Pável Tonkov        | Damiano Cunego        | Alessandro Petacchi | Fabian Wegmann  | Saeco           |
| 18.ª etapa              | etapa de montaña        | Damiano Cunego      | Damiano Cunego        | Alessandro Petacchi | Damiano Cunego  | Saeco           |
| 19.ª etapa              | etapa de montaña        | Stefano Garzelli    | Damiano Cunego        | Alessandro Petacchi | Fabian Wegmann  | Saeco           |
| 20.ª etapa              | etapa llana             | Alessandro Petacchi | Damiano Cunego        | Alessandro Petacchi | Fabian Wegmann  | Saeco           |
| Clasificaciones finales | Clasificaciones finales |                     | Damiano Cunego        | Alessandro Petacchi | Fabian Wegmann  | Saeco           |